# Península de Copacabana
A península de Copacabana (em quíchua:  Qupaqhawana yaqa wat'a) é a maior das penínsulas do lago Titicaca. Está unida ao resto do continente pelo istmo de Yunguyo e separada da península de Huata pelo estreito de Tiquina. Politicamente, a península está dividida entre a Bolívia (a parte ocidental do departamento de La Paz) e do Peru (setor oriental do departamento de Puno), tendo a Bolívia mais de metade da sua superfície. A península de Copacabana deve o seu nome à cidade boliviana de Copacabana, situada na baía de Copacabana, no lado boliviano.
Na parte norte da península de Copacabana forma-se a península de Yampupata no setor boliviano, e o estreito que se forma entre a isla del Sol e a península de Yampupata é designado como estreito de Yampupata.

## Ver também

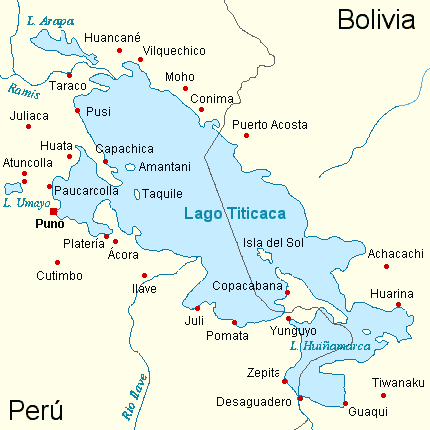
Mapa do lago Titicaca